# 沙卡卡威亞湖
沙卡卡威亞湖（英語：Lake Sakakawea）是一個位於美國北達科他州密蘇里河流域的潟湖，該湖分屬六個郡，分別是：鄧恩郡、麥肯齊郡、麥克萊恩郡、默瑟郡、芒特雷爾郡以及威廉斯郡。

## 外部連結
- 麥肯齊郡官方網站 沙卡卡威亞湖歷史
- 沙卡卡威亞湖歷史